# Ascogaster fujianensis
Ascogaster fujianensis är en stekelart som beskrevs av Ji och Chen 2003. Ascogaster fujianensis ingår i släktet Ascogaster och familjen bracksteklar. Inga underarter finns listade.